# Maksim Komaro
Maksim Komaro est un artiste jongleur finlandais.
En 1996, il est cofondateur avec Jani Nuutinen de la compagnie « Circo Aereo ». Il a derrière lui plus de dix ans d’expérience dans des projets de cirque contemporain.
Les vidéos auxquelles il a participé au sein du collectif « Peapot » (avec Jay Gilligan, Ville Walo, etc.) ont grandement contribué à la diffusion de techniques de jonglage, notamment les bases du siteswap à trois balles, le jonglage avec anneaux, ou les figures impliquant la tête.
Il a conduit de nombreuses recherches sur les techniques de jonglage et des collaborations avec des artistes de la danse, de la musique et des arts visuels.
Il a travaillé en Angleterre avec la compagnie Gandini Juggling et en France avec Jérôme Thomas, ainsi qu’avec la compagnie « Les Objets Volants » de Denis Paumier.
Il a enseigné dans les principales écoles de cirque européennes et a obtenu en 2003 une bourse du gouvernement finlandais pour cinq ans.
Il organise tous les ans un festival de jonglerie à Helsinki en Finlande.